# Morten Boesen
Morten Boesen (født 24. juli 1973) er en dansk læge og badmintonspiller.
Boesen er uddannet læge i 2000. Han blev speciallæge i ortopædkirurgi med specialisering i idrætskirurgi i 2011.
Han driver klinikken Boesendiagnostics, hvor der blandt andet tilbydes ultralydsskanning.
Som badmintonspiller deltog Boesen i Danish Open 1997 hvor han spillede mod Peter Gade og tabte.
I 2004 blev Boesen tilknyttet sundhedsstaben i F.C. København, og hvor han i 2009 blev cheflæge.
Han tiltrådte som forbundslæge i Dansk Boldspil-Union i 2019,
og han er læge for det danske herrelandshold i fodbold.
Boesen udøvede livreddende førstehjælp til fodboldspilleren Christian Eriksen under en kamp den 12. juni 2021 under Europamesterskabet i fodbold 2020.
Morten Boesens bror er Anders Boesen der også er læge og badmintonspiller.